# He Liping
Pour les articles homonymes, voir Liping (homonymie).
Dans ce nom chinois, le nom de famille, He, précède le nom personnel.
He Liping (chinois : 何丽萍, Chine, 13 novembre 1972) est une joueuse de softball chinoise. En 1996, elle remporta une médaille d'argent en softball aux Jeux olympiques d'Atlanta avec l'équipe chinoise de softball.